# Henry Skjær
Henry Albinus Hansen Skjær (5. juli 1899 i København – 24. marts 1991) var en dansk operasanger (baryton).
Han var søn af direktør Henning Dorph-Petersen. Han blev student fra Frederiksberg Gymnasium i 1916, studerede derefter statskundskab og blev fuldmægtig i Østifternes Kreditforening. Sideløbende med det borgerlige erhverv fik han tid til studier på Det Kgl. Danske Musikkonservatorium og på Det Kongelige Teaters operaskole. Han debuterede på Det Kongelige Teater som Pizarro i operaen Fidelio i 1924 og blev ansat som operasanger samme sted i 1930. Henry Skjær blev udnævnt til kongelig kammersanger i 1947 og var formand for Dansk Tonekunstner Forening 1965-1978 og blev æresmedlem af foreningen i 1978. 1941 blev han Ridder af Dannebrogordenen og 1955 Ridder af 1. grad. Han blev pensioneret fra Det Kongelige Teater i 1973.
Desuden var han far til lydbogsindlæseren og skuespilleren Eyvind Skjær og tv-produceren Peter Borgwardt.